# Julius Jacob von Haynau

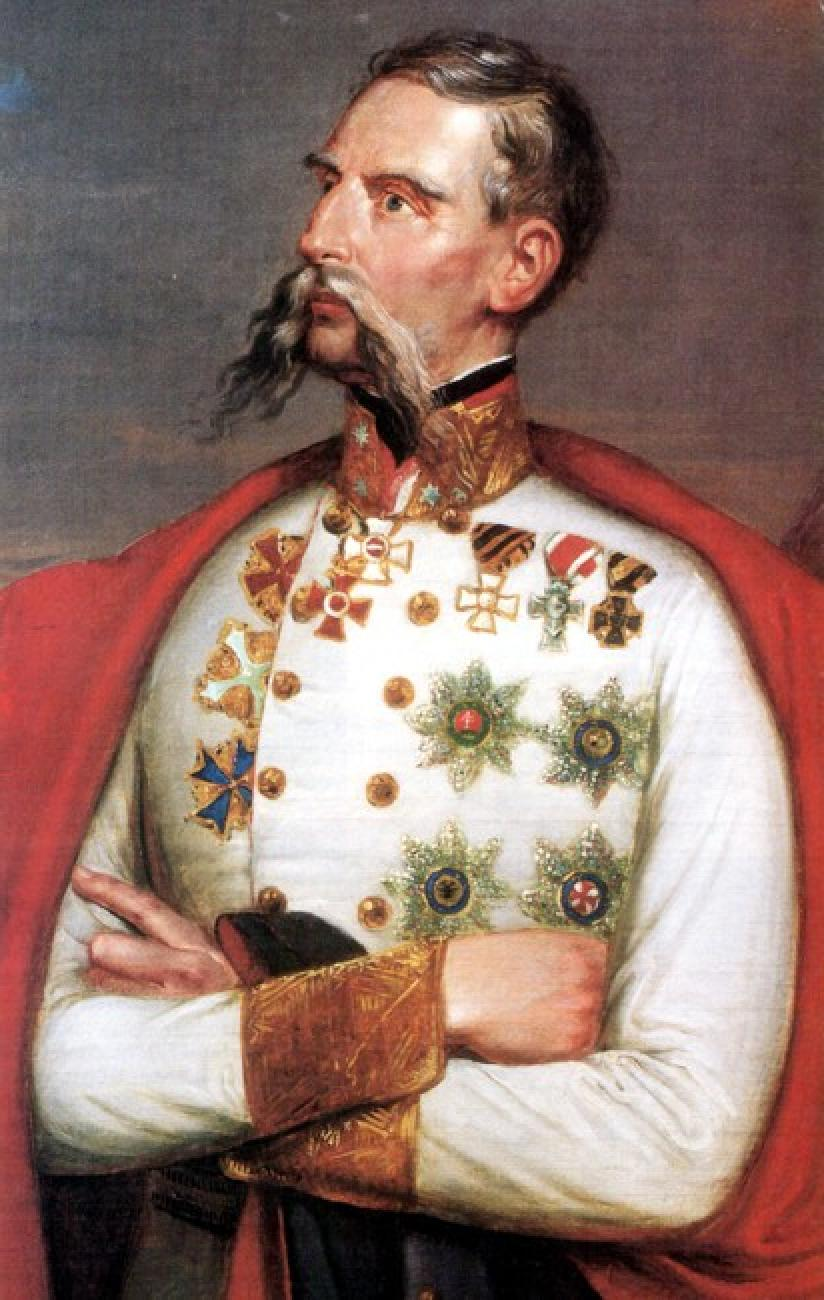
Julius Jacob Freiherr von Haynau, portret din 1849 de Joseph Kriehuber

Julius Jacob Freiherr von Haynau (n. 14 octombrie 1786, Kassel, Germania – d. 14 martie 1853, Viena, Imperiul Austriac) a fost un Feldzeugmeister imperial austriac, consilier secret, camerier și deținător al Regimentului de Infanterie nr. 59. Prin cea mai înaltă rezoluție a împăratului Franz Joseph I din 28 februarie 1863, Julius Haynau a fost inclus în lista celor mai demni războinici și celebri comandanți ai Imperiului Austriac.

## Familia
Haynau a fost fiul natural al principelui Wilhelm I de Hessen din legătura acestuia cu concubina sa, Rosa Dorothea Ritter, înnobilată pe 17 martie 1783 cu titlul Freifrau von Lindenthal, care era fiica unui farmacist din Hanau. Perechea a avut cinci băieți și trei fete. Unul din frații săi, Wilhelm Karl (n. 24 decembrie 1779 - d. 21 ianuarie 1856), a fost general în principatul Hessa. Julius și-a petrecut copilăria împreună cu frații săi și cu mama sa, exilată la castelul Babenhausen. Titlul nobiliar a fost schimbat mai târziu în Freiherr/Freifrau von Haynau.
Generalul a fost căsătorit cu Theresia (n. 29 mai 1787 – d. 21 octombrie 1851), fiica generalului de divizie (Feldmarschall-Leutnant) Franz baron Weber von Treuenfels (d. 1809). Soții au avut o fiică, Clotilde (n. 27 septembrie 1809 - d. 25 noiembrie 1897).

## Biografie

### Anii de formare militară

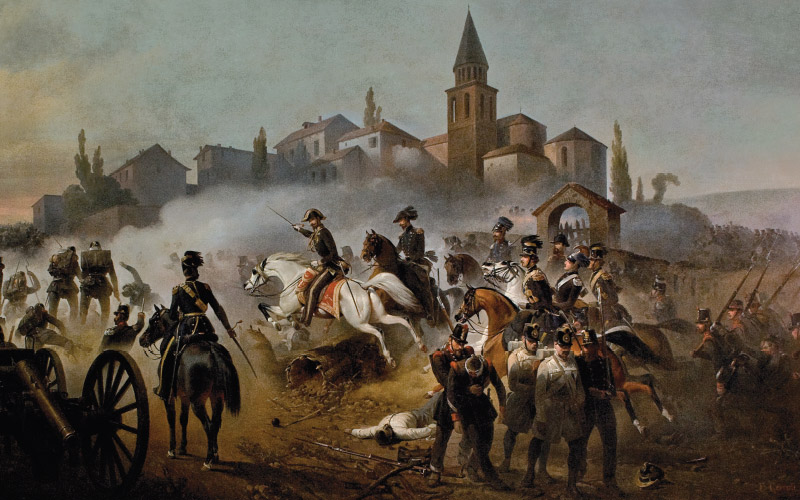
Lupta de la Sommacampagna, 1848

După absolvirea școlii private de la Hanau, Haynau a dorit să urmeze cariera militară. Tatăl său a acceptat acest pas și tânărul a intrat în Școala Militară la Marburg, pe care însă a părăsit-o, deoarece a dorit să lupte împotriva opresorilor francezi. Împăratul Francisc al II-lea însuși l-a trimis ca locotenent la Regimentul Infanterie „Brechainville” nr. 25. În Bătălia de la Ulm din 1805, ridicat la rangul de locotenent-major, a fost rănit grav în apropiere de Nördlingen și făcut prizonier. Încă la sfârșitul anului, după campanie, a fost avansat la gradul de căpitan în Regimentul Infanterie "Erzherzog Johann" nr. 35. Ca atare, a participat la războiul din 1809, fiind din nou rănit grav la Wagram, iar apoi transferat la Regimentul Infanterie "Baron Vogelsang" nr. 47 și numit cămărar imperial. Prin cea mai înaltă decizie din 19 august 1813, a fost numit maior și comandant al abia înființatei Baterii Ușoare Germane nr. 1, unde a fost responsabil pentru organizarea acesteia. Cu acest batalion a luptat în divizia generalului Conte Bubna (1814), apoi în Armata Rinului de Sus la Corpul generalului de armată, contele Hieronymus von Colloredo-Mansfeld. Acolo s-a distins și a fost onorat pentru vitejia arătată în cursul cuceririi orașului Montbelliard pe 2 iulie 1815.
În 1823 a fost ridicat la gradul de locotenent colonel și transferat la Regimentul Infanterie „König Wilhelm der Niederlande”. În cele din urmă, în aprilie 1830, a fost numit colonel și comandant al Regimentului Infanterie "Graf Nugent" nr. 30.

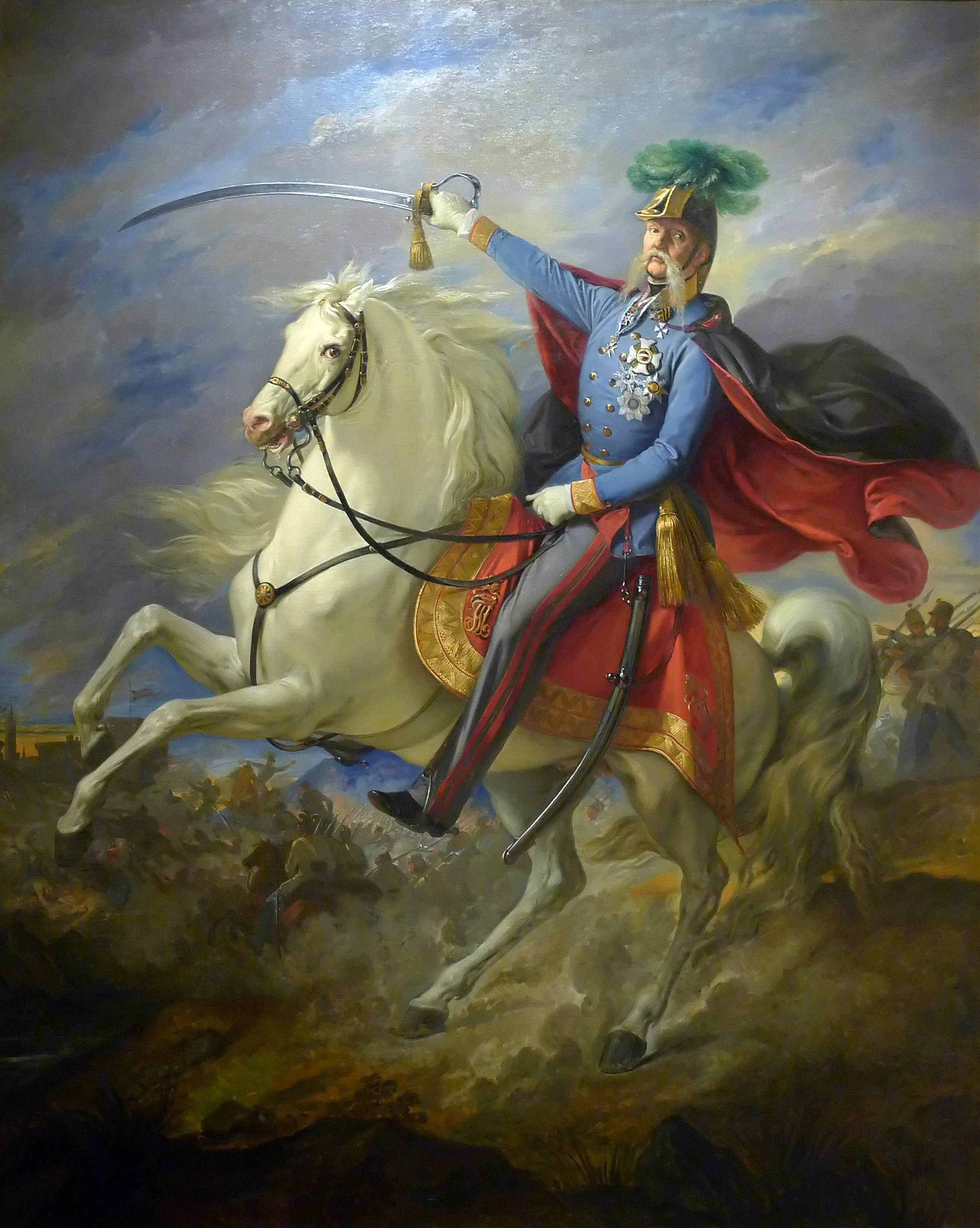
Julius von Haynau conducând trupele lui spre luptă

### Generalul Haynau
A devenit general de brigadă la 30 mai 1835 în armata din Italia. Apoi, la 30 octombrie 1844, a fost avansat la gradul de Feldmarschall-Leutnant (general de divizie) pentru Austria Interioară (pe atunci: Stiria, Ducatul Carintia, Ducatul Craina și regiunea litoralului adriatic). În 1845 a devenit deținător titular al Regimentului Infanterie nr. 59 și transferat, în 1847, în calitate de comandant de divizie la Timișoara. La izbucnirea războiului în Italia, Haynau și-a oferit voluntar serviciul în armata de acolo, motivat pe de o parte, de a realiza acte de vitejie, iar pe de altă parte, din cauza stării anormale din Ungaria. Scurt timp după aceea i s-a aprobat rugămintea și a fost numit noul comandant al cetății Verona.

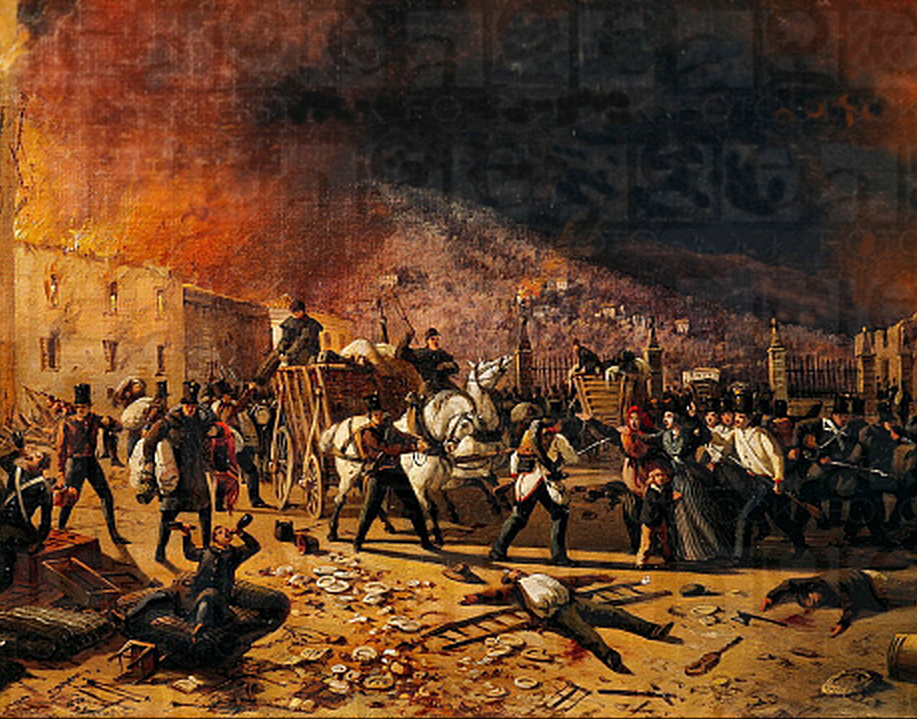
Revolta de la Brescia, martie 1849

În timpul Bătălii de la Custoza, la 23 și 24 iulie 1848, Haynau, în loc să îndeplinească comanda șefului său, Josef Radetzky, privind consolidarea Corpului III de armată, el a trimis brigada „Piret” (disponibilă) spre poziția, în opinia sa periclitată, de pe Sommacampagna, consolidând rămășițele învinse ale brigăzii „Simbschen”, unde 1200 de soldați se îngropaseră într-un șanț de-a lungul localităților San Giorgio și Salice. Această manevră avea să joace un rol decisiv pentru victoria de la Custoza de a doua zi. Pentru intervenția sa în Bătălia de la Custozza, a fost decorat cu Crucea de Comandor al Ordinului Maria Terezia. La 28 iulie al aceluiași an, Haynau a preluat comanda Corpului III de Armată, cu care a coordonat asediul Peschierei. El a considerat necesar să cucerească cele două sate San Felice și Salò, situate pe malul Lacului Garda, care erau încă ocupate de insurgenți, servind pentru ancorarea vapoarelor inamice, prin care partea piemonteză obținea mijloace de subzistență și alimentare. La 9 și 10 august, Haynau a ordonat să se tragă cu toate bateriile, ce însumau un total de 52 de tunuri. La ora șapte seara, în ziua de 10 august, a dat comanda pentru încetarea canonadei, după ce sosise notificarea despre convenția de armistițiu încheiată la Milano. Contele Radetzky a lăudat determinarea curajoasă a comandantului și l-a propus în raportul lui spre a fi decorat.

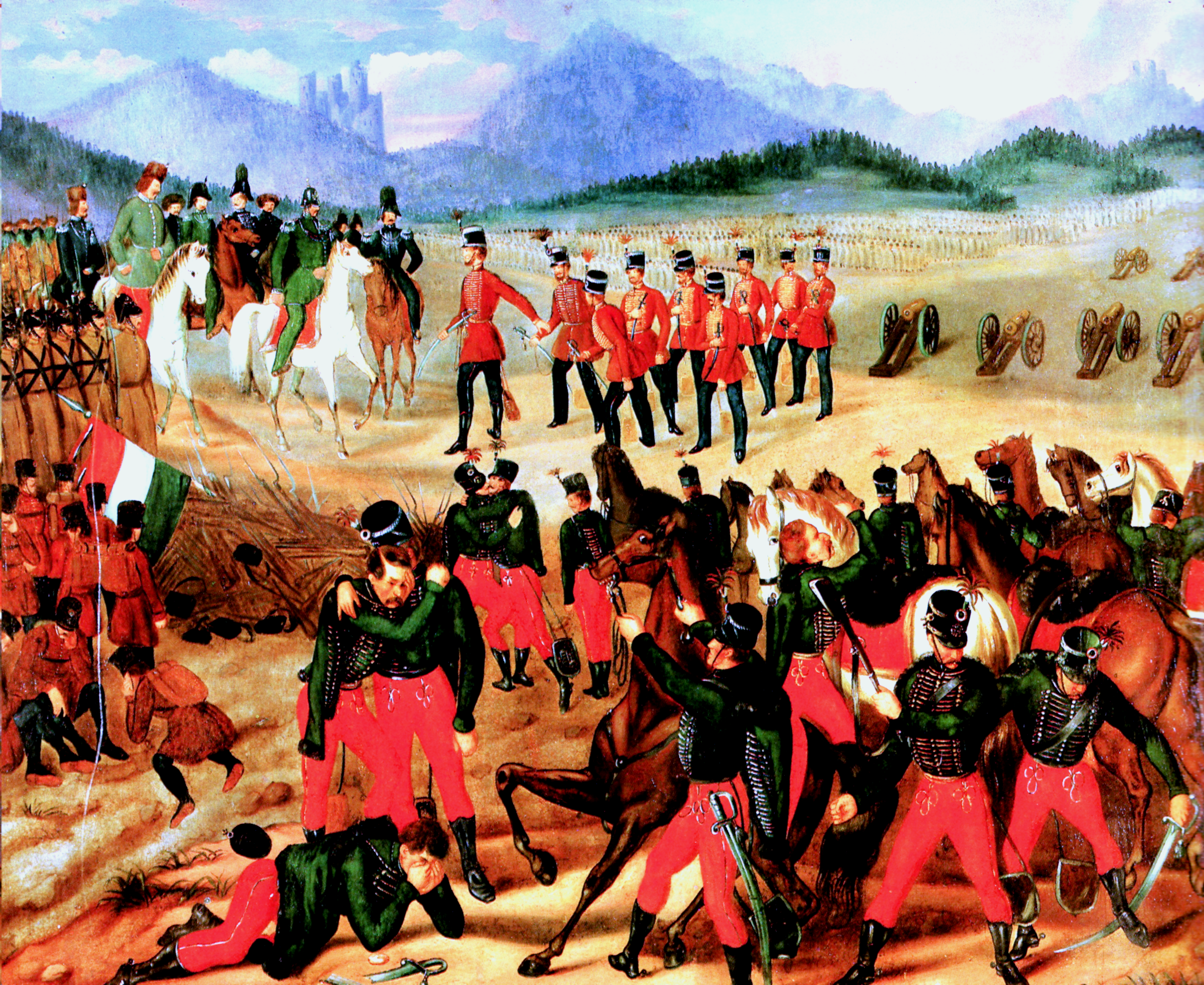
Capitularea armatei maghiare, 1849

În primăvara anului 1849 a înăbușit rebeliunea din Brescia, unde a acționat consecvent și cu o duritate deosebită. După ce locuitorii orașului Brescia nu au respectat armistițiul de la Milano și s-au revoltat din nou, Haynau l-a trimis mai întâi pe generalul de brigadă conte von Nugent cu 2400 de soldați. Acesta din urmă nu a reușit să oprească rebeliunea, iar numărul insurgenților din Brescia creștea de la o zi la alta. În aceste condiții, Haynau a intervenit cu Corpul II de Armată și a trimis magistratului un termen pentru capitularea orașului. Deși a fost promisă respectarea lui, acest lucru nu s-a întâmplat, fiind ignorat de două ori. Mai mult decât atât, insurgenții au început să tragă înspre forțele generalului, moment în care austriecii, conduși de Haynau, au atacat și, după un bombardament intens, au ocupat Brescia. Bărbații italieni înarmați nu au mai fost făcuți prizonieri, ci uciși pe loc. De asemenea, casele în care s-au găsit arme au fost incendiate. La 2 aprilie, după 25 de ore, revolta a fost înăbușită. Brescia a trebuit să plătească drept pedeapsă o sumă mare de bani. După acest eveniment, generalul a fost numit în propaganda liberal-revoluționară „hiena de la Brescia”, iar de soldații săi și de populația austriacă „tigrul habsburgic”.
Generalul Haynau a mai intervenit și în asediul Veneției.
În urma succeselor sale, la 30 mai 1849 a fost numit Feldzeugmeister și comandant al armatei în Ungaria.  Într-o campanie ambițioasă și realizată fără întrerupere, a gonit mai întâi forțele inamice tot mai departe spre est, până în apropiere de Timișoara. Acolo, alte trupe ungurești asediaseră deja orașul timp de trei luni, însă locuitorii orașului au reușit să reziste. A învins revoluționarii maghiari și polonezi decisiv pe data de 9 august 1849, în Bătălia de la Timișoara. Pentru acest act glorios a fost onorat cu Marea Cruce a Ordinului Maria Terezia și numit Guvernator General al Ungariei.
Numele lui se leagă de această revoluție, cu atât mai mult cu cât a dat dovadă de o urmărire nemiloasă a celor responsabili de revolte. După înfrângerea revoluției maghiare, a dictat statului maghiar condiții opresive. La Arad, la 6 octombrie 1849 a ordonat să fie executați, cu consimțământul explicit al împăratului, cei 13 generali care au încălcat jurământul de fidelitate față de Casa de Habsburg, luptând cu revoluționarii, alături de Lajos Batthyány, mâna dreaptă a conducătorului revoluției, Lajos Kossuth. Soldații unguri au fost încadrați, în majoritate nu de bună voie, în Armata Austriacă din Germania și Italia. După ce habsburgii au avut nevoie de sprijinul militar al maghiarilor, actual pentru pacificarea situației în Italia, dar și ca posibilitate de a întări armata austriacă, diplomația austriacă a încercat o reapropiere și aplanare a conflictului cu fostul dușman. Numele generalului, însă, era legat de această revoluție cu reputația unui urmăritor nemilos împotriva ei, fiind astfel, în mod indirect, și al ungurilor. De aceea a fost eliberat din funcția sa și pensionat la 6 iulie 1850 cu mari onoruri. 
De la Graz, unde s-a retras, Haynau a mai întreprins numeroase călătorii prin Europa. În septembrie 1850 a fost agresat la Londra de doi căruțași, iar în septembrie 1852 la Bruxelles, ceea ce a dus la mari incidente diplomatice. Generalul, care a arătat mereu loialitate împăratului său și s-a îngrijit foarte mult de soldații săi, care îl iubeau, a murit la Viena, la nici măcar trei ani după pensionare, în urma unui stop cardiac. Generalul este înmormântat în cimitirul St. Leonhard din Graz.
În onoarea și amintirea generalului a fost construită o statuie în mărime naturală la intrarea în Muzeul de Arme (în prezent: Muzeul de Istorie Militară) la Viena. Consilierul secret a fost numit cetățean de onoare al orașului Budapesta. În anul 2011 consiliul municipal național-conservator i-a retras onoarea. Este în continuare cetățean de onoare al Vienei și fost sau încă actual cetățean de onoare al orașelor Graz, Bratislava, Sopron și Arad.
Desigur, nu a avut temperamentul și liniștea sufletească a unui mare politician. El a cunoscut numai normele sale militare. Radetzky a spus odată despre el: „El este ca un brici, pe care ar trebui să-l pui imediat înapoi în recipient după utilizare.” (Er ist wie ein Rasiermesser, das man nach dem Gebrauch sofort wieder ins Futteral stecken sollte.)

## Decorații

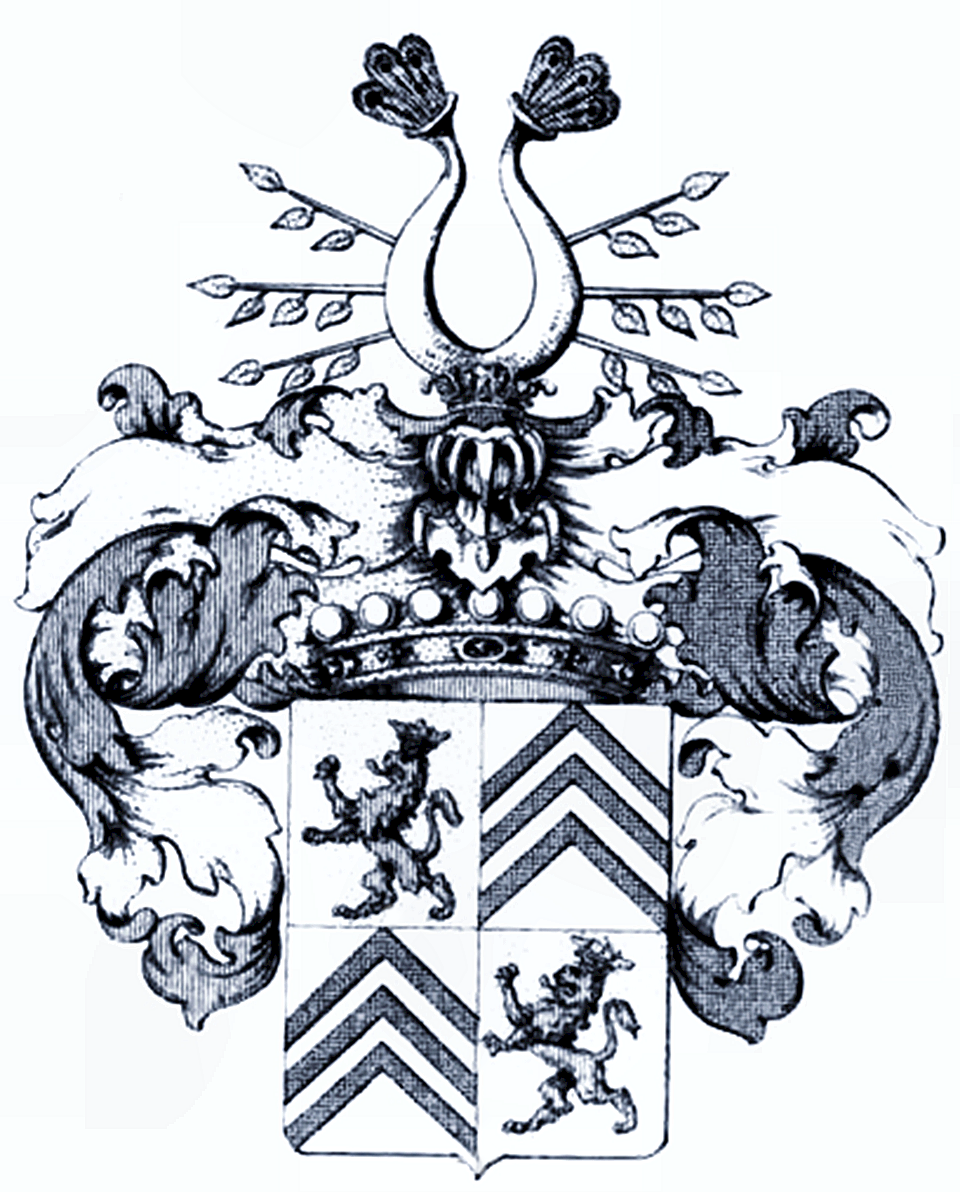
Stema baronilor von Haynau

Haynau a primit o serie de decorații, între care:
- Crucea de Comandor al Ordinului Maria Terezia (1848)
- Marea Cruce al Ordinului Maria Terezia (1849, confirmat: 26 martie 1850)
- Marea Cruce a Ordinului Sfântul Ștefan al Ungariei (1850),
- Ordinul Coroanei de Fier de clasa I
- Crucea de comandant al Ordinului Leopold
- Crucea de Merit Militar și de Armată
- Cavaler al Ordinului Imperial Rusesc Sf. Andrei cu briliante
- Ordinul Imperial Rusesc „Alexandru Nevski”
- Ordinul Imperial Rusesc „Sf. Ana”, clasa a III-a
- Ordinul Imperial Rusesc „Sf. Gheorghe”, clasa a III-a
- Ordinul Imperial Rusesc „Vulturul Alb”
- Marea Cruce al Ordinului Regal Bavarez „Max Joseph”
- Marea Cruce al Ordinului „Guelfilor” al regelui Hanovrei
- Marea Cruce al Ordinului Regal Sicilian „Sf. Ianuariu”
- Marea Cruce al Ordinului principelui elector de Hessa „Leul de Aur”
- Cavaler al Ordinului principelui elector de Hessa de Merit Militar (14 martie 1814)

## Legături externe
- Materiale media legate de Julius Jacob von Haynau la Wikimedia Commons